# کلیسای سنت پولیوکتوس

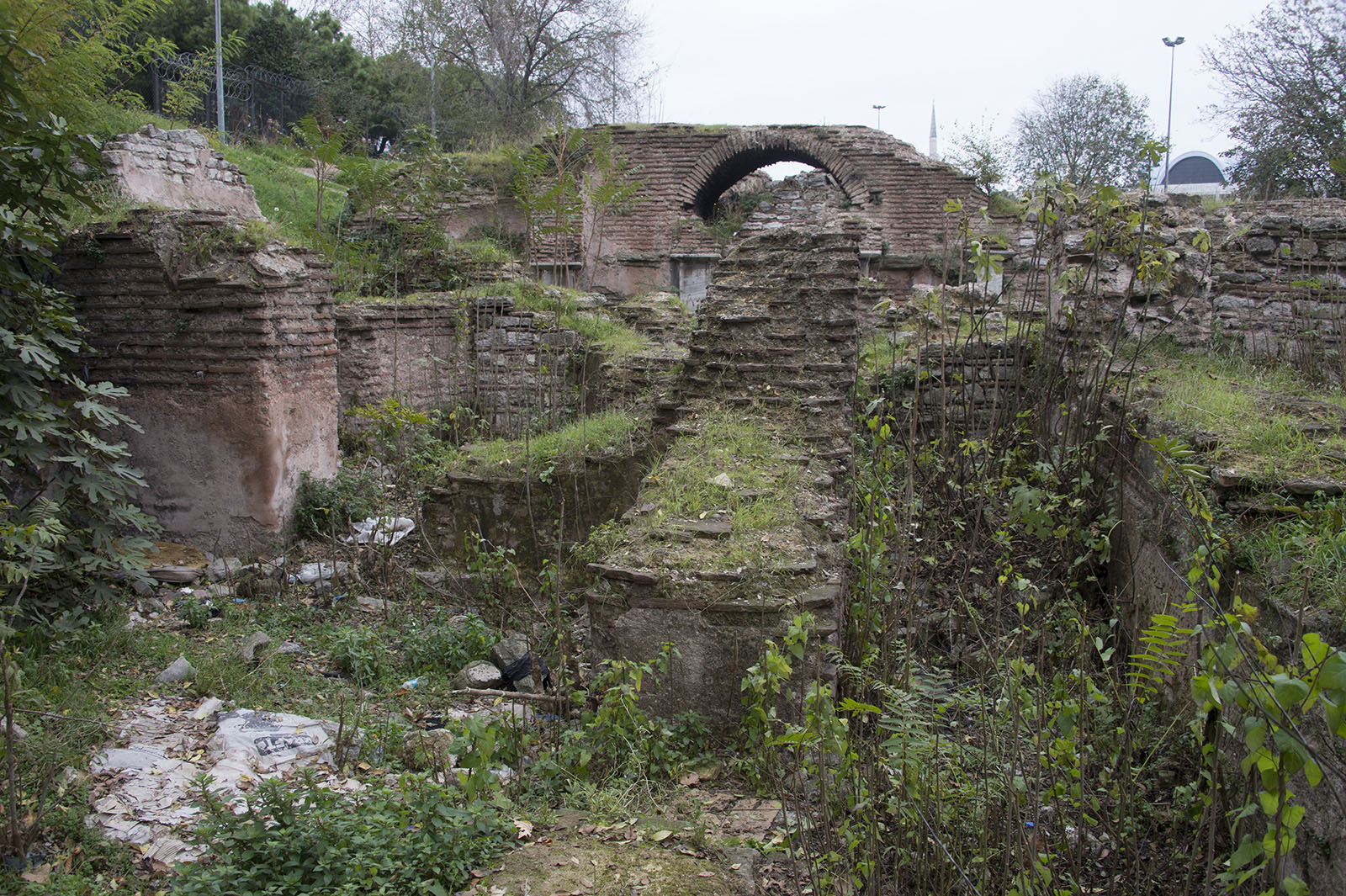
بقایای کلیسای سنت پولیوکتوس

کلیسای سنت پولیوکتوس (زبان یونانی: Ἅγιος Πολύευκτος&nbsp;Hagios Polyeuktos ; ترکی استانبولی: Ayios Polieuktos Kilisesi) یک کلیسای باستانی بیزانسی در قسطنطنیه (استانبول کنونی ترکیه) بود که توسط آنیسیا جولیانا، دختر الیبریوس، امپراتور سابق روم غربی ساخته شده‌است. این کلیسا که در سال‌های ساخت آن باشکوه‌ترین بنای قسطنطنیه بود به یک قدیس مسیحی به نام سنت پولیوکتوس تقدیم شد. سنت پولیوکتوس تا قبل از ساخت ایاصوفیه بزرگ‌ترین کلیسای قسطنطنیه بود و ساخته شده بود تا شبیه معبد سلیمان در اورشلیم باشد، و با استفادهٔ گسترده از عناصر تزئینی ایرانی ساسانی همراه بود و احتمالاً نوع معماری جدید بازیلیکای گنبدی شکل را که بعدها در ایاصوفیه تکمیل شد، معرفی کرد.
اطلاعات کمی از تاریخ کلیسا پس از ساخت آن وجود دارد. در کتاب آیین تشریفات در دربار گزارش شده‌است که کلیسای سنت پولیوکتوس در مسیر راهپیمایی عید پاک امپراتور از کاخ به کلیسای حواریون مقدس حضور داشت. این ساختمان تا پایان قرن دهم پابرجا بود و پس از آن رو به زوال رفت، به نظر می‌رسد که بعدها هیچ اشاره ای به کلیسا نشده‌است، که ممکن است به این معنی باشد که در طول اشغال امپراتوری لاتین متروکه شده‌است. بسیاری از لوازم ارزشمند آن غارت شد، در حالی که بسیاری مصالح و عناصر معماری آن حذف و در قسطنطنیه و دیگر شهرها دوباره مورد استفاده قرار گرفت. صلیبیون در خلال غارت قسطنطنیه در سال ۱۲۰۴ برخی از این قطعات ارزشمند را ربودند و تا ونیز، بارسلون و وین حمل کردند. به اصطلاح ستون‌های عکا(Pilastri Acritani)، که در نزدیکی گوشه جنوب غربی کلیسای سن مارکو در ونیز قرار دارد، از سنت پلیوکتوس آمده‌است.

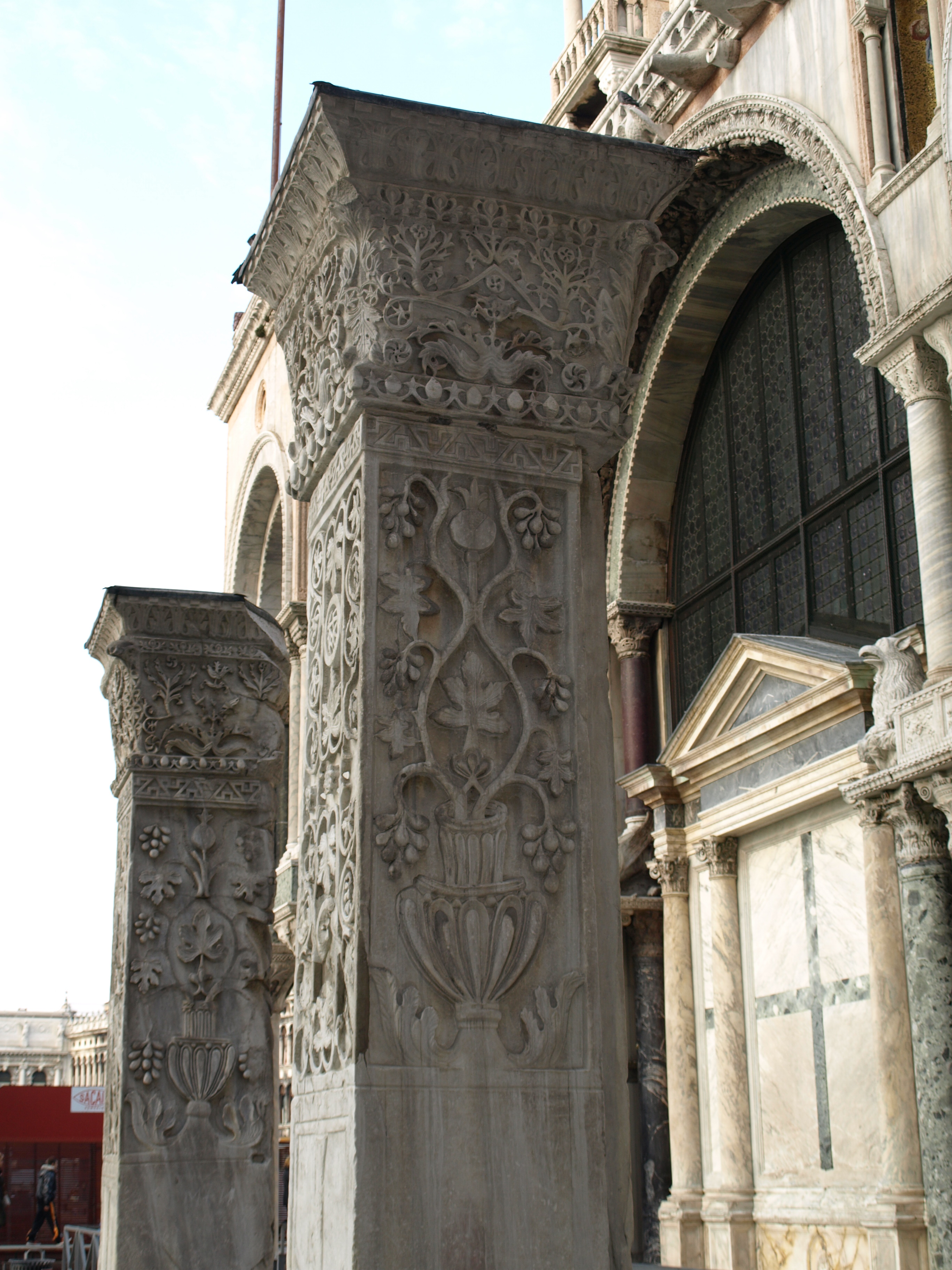
ستون‌های عکا با تزئینیات ساسانی در کلیسای جامع سن مارکو، ونیز

پس از ساخت و ساز بر روی آن در دوره عثمانی، محل کلیسا در حفاری‌های دهه ۱۹۶۰ دوباره کشف شد. این منطقه که دقیقاً روبروی تالار شهرداری کلانشهر استانبول قرار دارد، اکنون یک سایت باستان‌شناسی حفاظت‌شده برای بازدیدکنندگان است، اگرچه مجسمه‌ها به موزه باستان‌شناسی استانبول منتقل شده‌اند.